# Liste geflügelter Worte/L

## La Dolce Vita
La Dolce Vita (Das süße Leben) heißt ein italienischer Film nach einem Drehbuch von Federico Fellini.
Im Film geht es um das Leben der „High Society“ im Rom der fünfziger Jahre. Das Leben zwischen Straßenflirt und allabendlichen Partys wird gestört durch die existenziellen Fragen des Lebens.
Der Boulevard-Journalist Marcello ist auf der Jagd nach den „süßen“ Geheimnissen der Prominenz auf der Via Veneto mit ihren exklusiven Nachtclubs und Cafés.
Die Anregung für den Film bekam Fellini durch den Fotografen Tazio Secchiaroli. Dieser war durch einen Schnappschuss von König Faruk von Ägypten bekannt geworden, als der Monarch aus Wut über aufdringliche Fotografen einen Tisch umwarf. Im Film heißt er Paparazzo. Namensgeber war der Hotelbesitzer Coriolano Paparazzo aus Catanzaro, der im Reiseführer By the Jonian Sea von George Gissing erwähnt wird. Fellini hatte das Buch während der Vorbereitung zu dem Film gelesen und war von dem Namen fasziniert. Paparazzo (Plural Paparazzi) wurde durch den Film in vielen Sprachen zum Synonym für Boulevardfotografen, die Prominente verfolgen.

## La Grande Nation

Das Hexagon

La Grande Nation (deutsch: die große Nation) nannte General Napoleon Bonaparte die Franzosen in der Proklamation, die er 1797 beim Verlassen Italiens an die Italiener richtete.
Johann Wolfgang Goethe gebrauchte den Ausdruck die grosse Nation mit Bezug auf die Franzosen in den 1793 und 1795 geschriebenen Erzählungssammlung Unterhaltungen deutscher Ausgewanderten.
Napoléon III. hob die Autorschaft seines Onkels in dem Schreiben hervor, das er 1869 zu dessen 100. Geburtstag durch eine Pensionserhöhung der Veteranen an den Minister Rouher richtete.
Dieser Ausdruck ist allerdings in Frankreich weniger geläufig. In der Tageszeitung Die Welt heißt es im Rahmen der Berichterstattung zur Fußball-Weltmeisterschaft 2006 dazu:
„Wenn hiesige Journalisten für jeden Gebrauch der Formulierung „La Grande Nation“ fünf Euro in die Schwätzerkasse zahlen müßten, hätte man nach dem Brasilien-Sieg genug Geld zusammen bekommen, um Roman Abramovich den ganzen FC Chelsea wieder abzukaufen.“
Die zur Fußball-Weltmeisterschaft angereisten französischen Medienvertreter ließen sich verwundert erklären, was mit Grande Nation eigentlich gemeint sei. Das Bild der Deutschen von Frankreich beinhaltet, dass die Franzosen ein stolzes Volk seien, die ihr Land lieben und ein wenig zu Größengefühlen neigen. Dabei wird auch auf die koloniale Vergangenheit Frankreichs als ehemalige Weltmacht angespielt.
Franzosen nennen ihr Land:
- la nation – die Nation,
- la république – die Republik,
- la patrie – die Heimat
- oder l’hexagone – das Sechseck

Wer den Ausdruck grande nation auf deutschen Seiten sucht, findet laut Welt mit Google 276.000 Belege. Auf französischsprachigen Seiten sind es lediglich 175.000, wobei aber auch die große Nation der Algonkin-Indianer mitgerechnet ist.

## Lache, Bajazzo!

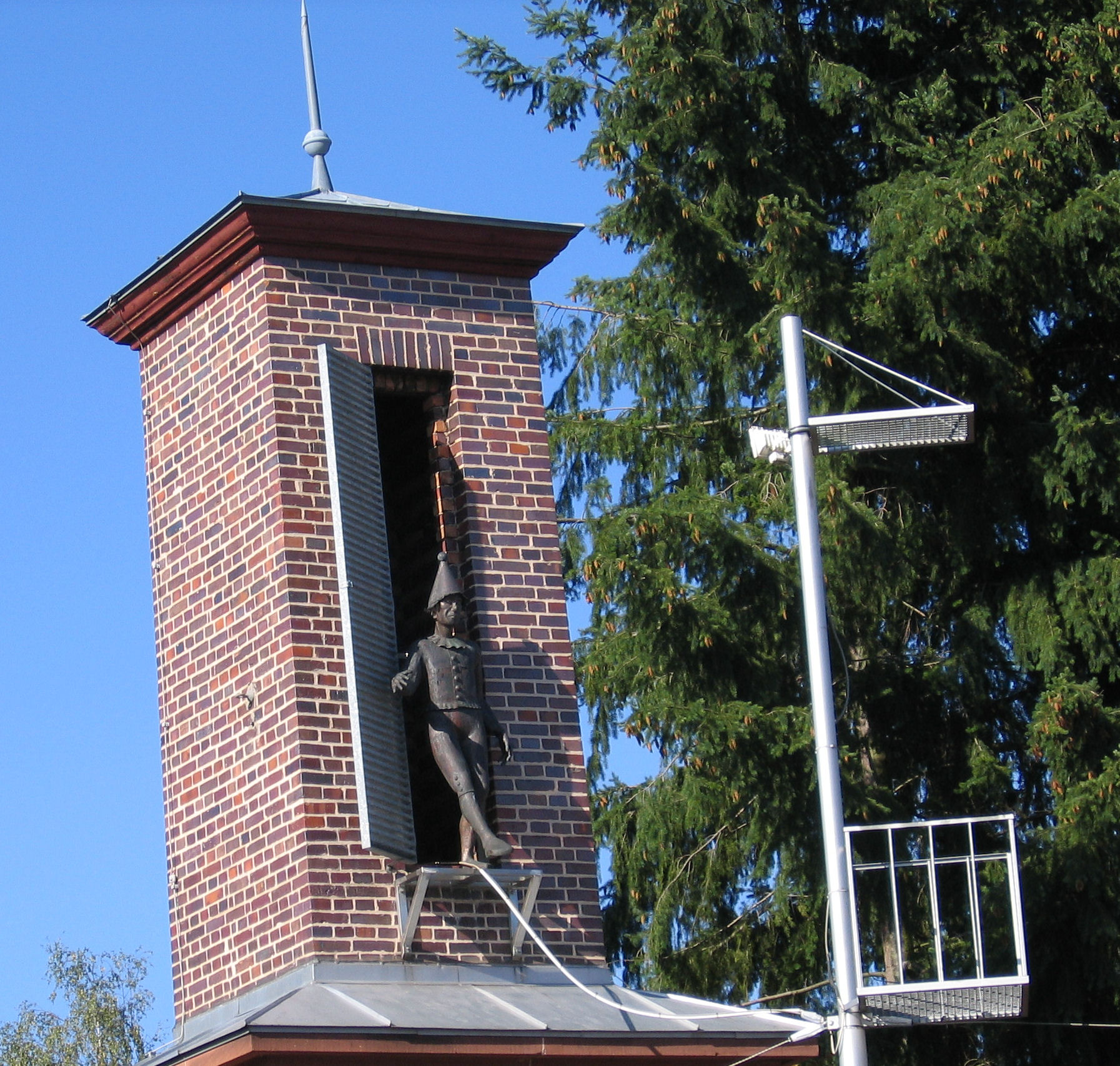
„Bajass“ am Alsenborner Bajasseum

Dieses Zitat (italienisch: Ridi, pagliaccio!) stammt aus Ruggero Leoncavallos Oper Bajazzo (Pagliacci), in der der Komödiant Canio, der Bajazzo, gerade erfahren hat, dass seine Frau einen Geliebten hat. Er denkt an Rache, aber er muss auf die Bühne. Verzweifelt sagt er zu sich selbst:
„Hüll dich in Tand nur
und schminke dein Antlitz.
Die Leute zahlen und wollen lachen hier.
Und wenn dir Harlekin die Colombine raubt,
lache, Bajazzo, und jeder applaudiert!
Verwandle in Witze
die Schmerzen und die Tränen,
die Schmerzen und die Tränen
und Weh! Ah!
Lache, Bajazzo,
über die zerbrochene Liebe.
Lache über den Schmerz, der das Herz dir vergiftet.“
Canio stößt später seiner fliehenden Frau ein Messer in den Rücken. Auch der Geliebte wird vom rasenden Ehemann erstochen, der das Publikum mit folgenden Worten nach Hause schickt:
„La commedia è finita.“
„Die Komödie ist aus.“

## Laissez-faire
Laissez-faire, Laissez aller (deutsch: „Lasst machen, lasst gehen!“) war ein französisches Schlagwort des wirtschaftlichen Liberalismus im 18. und 19. Jahrhundert, der die Theorie vertrat, dass die Wirtschaft sich ohne staatliche Eingriffen am besten entwickle.
Die Empfehlung on laisse faire la nature („Man lasse die Natur machen“) findet sich bereits 1707 in der Dissertation des französischen Ökonomen Pierre Le Pesant de Boisguilbert.
„Laissez-nous faire“ („Lassen Sie uns machen“) ist die Antwort des Kaufmanns Legendre an den Begründer des Merkantilismus, Jean-Baptiste Colbert, auf dessen Frage „Was kann man machen, um Ihnen zu helfen?“
Die Maxime „laissez faire“ erscheint 1751 bei Marc-Pierre d’Argenson, und Anne Robert Jacques Turgot schreibt 1759 „laissez faire, laissez passer“ dem Wirtschaftswissenschaftler Vincent de Gournay zu.
In der Pädagogik ist Laissez-faire die Bezeichnung für einen Erziehungsstil, bei dem man das Kind sich selbst überlässt, was nicht zu verwechseln ist mit antiautoritärer Erziehung.

## Land der Dichter und Denker
Zur stehenden Wendung von Deutschland als „Land der Dichter und Denker“ siehe Dichter und Denker.

## Land der Frühaufsteher
„Land der Frühaufsteher“ war 2005 – 2014 der Werbeslogan des Bundeslandes Sachsen-Anhalt.

## Land der unbegrenzten Möglichkeiten
Die Bezeichnung der Vereinigten Staaten von Amerika als „Land der unbegrenzten Möglichkeiten“ wurde im Jahr 1902 vom Bankier und Schriftsteller Ludwig Max Goldberger nach einer Studienreise geprägt. Als er in New York von einem Vertreter der Associated Press befragt wurde, welche Eindrücke er von den Vereinigten Staaten habe, sagte er nach der Fassung, in der die New Yorker Staatszeitung das Interview in deutscher Sprache veröffentlichte, unter anderem:
„Europa muß wach bleiben. Die Vereinigten Staaten sind das Land der unbegrenzten Möglichkeiten.“
Die in englischer Sprache erscheinenden Zeitungen brachten das Wort in der Fassung:
„The United States is the country of unlimited possibilities.“
Zum geflügelten Wort wurde die Bezeichnung aber erst, als Goldberger in der Berliner Zeitschrift „Die Woche“ vier Abhandlungen und 1903 ein Buch mit dem Untertitel „Beobachtungen über das Wirtschaftsleben der Vereinigten Staaten von Amerika“ veröffentlichte. Darin heißt es:
„Der wirtschaftliche Riese Amerika findet die starken Wurzeln seiner Kraft im Boden seines Landes, und dieser gewährt ihm nach jedem Sturm und Drang für stets neues Aufschnellen jene ‚unbegrenzten Möglichkeiten‘, von denen ich immer gesprochen habe. Und Amerika, glücklicher als Antaeus, ist von der Mutter Erde und damit von der nimmer versiegenden Quelle seiner Kraft niemals loszureißen.“

## Land des Lächelns
Das Land des Lächelns ist der Titel einer Operette von Franz Lehár aus dem Jahr 1929, deren Handlung zum Teil in China spielt, einem Land, in dem angeblich alle Menschen ihre wahren Gefühle hinter der Maske eines undurchdringlichen Lächelns verbergen.
Am Anfang weilt der chinesische Prinz Sou-Chong als Gesandter in Wien und hat ein Auge auf die Grafentochter Lisa geworfen, was er aber, entsprechend der chinesischen Devise „Immer nur lächeln“, zunächst nicht zeigt:
„Von der Sehnsucht, die mich verzehrt.
Auch wenn uns Chinesen das Herz auch bricht,
Wen geht das was an, wir zeigen es nicht.

Immer nur lächeln und immer vergnügt,
Immer zufrieden, wie’s immer sich fügt.
Lächeln trotz Weh und tausend Schmerzen,
Doch wie’s da drin aussieht, geht keinen was an.“
Sou-Chong wird dann zurückberufen, um Ministerpräsident zu werden, wodurch die junge Liebe rasch mit den Traditionen in Konflikt gerät.
Zunächst hieß das Bühnenstück Die gelbe Jacke und war von Victor Léon librettiert worden, dessen Tochter Lizzi es jedoch ins chinesische Milieu verlegte.

## Landgraf, werde hart!

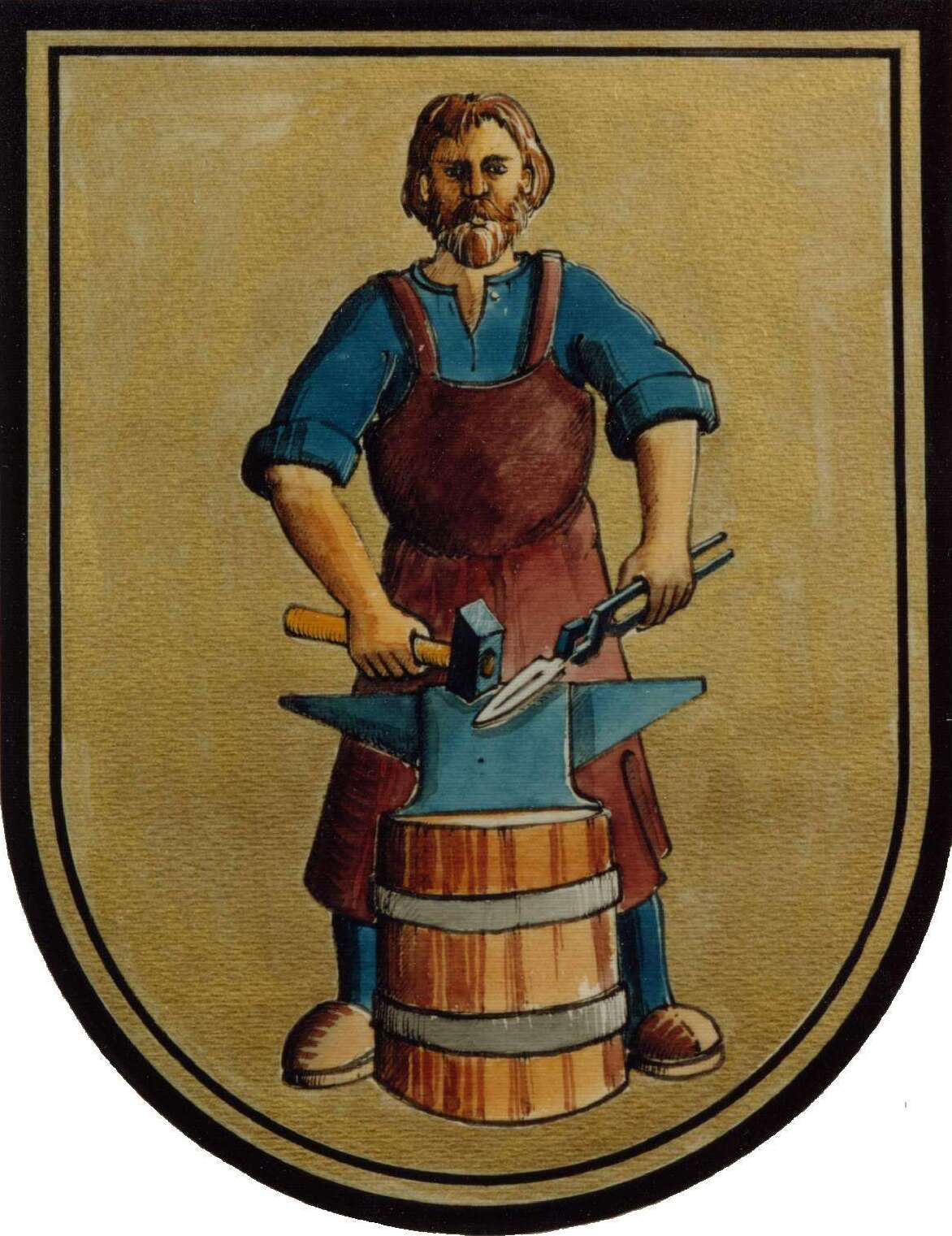
Das Wappen von Ruhla

Diese Aufforderung geht auf eine thüringische Sage zurück, in der berichtet wird, dass Landgraf Ludwig II. so nachsichtig regierte, dass die Adligen das Volk ausbeuten konnten. Danach habe der Landgraf eines Abends unerkannt in einer Schmiede in Ruhla ein Nachtlager gefunden:
„Der Landgraf klopfte an die Tür und bat um Einlass. Seine Kleidung war schmutzig und da er ein Jagdhorn bei sich hatte, gab er sich als des Landgrafen Jäger aus. „Pfui, des Landgrafen! Wer ihn nennt, sollte sich das Maul wischen,“ entfuhr es dem Schmied. „Beherbergen will ich dich diese Nacht, aber nicht um deines Herrn willen.““
Der Landgraf fand jedoch keinen Schlaf, denn der Schmied arbeitete ohne Unterbrechung und rief bei jedem Hammerschlag:
„Landgraf werde hart, werde hart wie dieses Eisen!“
Und er schimpfte auf den Landgrafen:
„Was nützt du den armen Leuten? Siehst du nicht, wie deine Edelleute die Untertanen plagen?“
Und der Schmied erzählte dem unerkannten Landgraf, wie die Edelleute das Volk auspressten und dieses über den Landgrafen spottete:
„Bald werden wir noch für die Luft aus ihrem Wald Zinsen zahlen müssen.“
Diese Worte hätten den Landgrafen schließlich bewogen, gegen das Raubrittertum einzuschreiten und von nun an erhielt er den Beinamen „der Eiserne“. Er zähmte den Adel und ließ nach einer Verschwörung sogar die lehnsbrüchigen Vasallen als Zugtiere einen Acker umpflügen.

## Lang, lang ist’s her.
Die Floskel „Lang, lang ist’s her“ wird meist verwendet, um Erinnerungen an längst Vergangenes einzuleiten oder abzuschließen. Ursprünglich war es der Titel eines Liedes. Die Zeile „Lang, lang ist’s her“ kehrt refrainartig immer wieder und stammt aus dem Englischen, wo es „Long, long ago“ heißt. Der Text und die Melodie des Liedes stammen von Thomas Heynes Bayly.
Die erste Strophe beginnt folgendermaßen:
| Sag’ mir das Wort, dem so gern ich gelauscht, lang, lang ist’s her, lang, lang ist’s her. Sing mir das Lied, das mit Wonne mich berauscht, lang, lang ist’s her, lang, ist’s her. | Tell me the tales That to me were so dear, Long, long ago; long, long ago. Sing me the songs I delighted to hear Long, long ago; long ago. |

## Langer Marsch
Der Lange Marsch (chin.: 长征 / 長征, Pinyin: Chángzhēng) ist der zentrale Heldenmythos der Kommunistischen Partei Chinas und war ein militärischer Rückzug der Streitkräfte der Kommunistischen Partei Chinas 1934/35, um sich aus der Einkreisung durch die Armee Chiang Kai-sheks zu befreien. Sie legten dabei 12.400 Kilometer zurück. Nur 10 Prozent der 90.000 Personen, die sich aus dem Jiangxi-Sowjet auf den Langen Marsch begaben, erreichten ihr Ziel.
In Anlehnung daran verbreitete Rudi Dutschke 1967 die Parole vom Marsch durch die Institutionen als langfristige Perspektive der studentischen Protestbewegung:
„Heute würden Permanenzrevolutionäre, nicht Wortschwätzer (die Revolutionsdiskussion ist inzwischen von uns als Ersatz für die praktische Arbeit entlarvt worden), die in den Fabriken, in den landwirtschaftlichen Großbetrieben, in der Bundeswehr, in der staatlichen Bürokratie systematisch den Laden durcheinanderbringen, von allen Lohnabhängigen vollkommen akzeptiert werden… Den,Laden in Unordnung bringen’ heißt nur, die Lohnabhängigen und andere mehr unterstützen, bei ihnen lernen, neue revolutionäre Fraktionen herauszubrechen. Die Permanenzrevolutionäre können immer wieder hinausgeworfen werden, immer wieder in neue Institutionen eindringen: Das ist der lange Marsch durch die Institutionen.“

## L’art pour l’art
Die französische Redewendung L’art pour l’art („Die Kunst für die Kunst“, sinngemäß: „Die Kunst um der Kunst willen“) hat die Bedeutung: etwas um der Sache selbst willen tun, ohne Hintergedanken an etwaigen Nutzen.
Die Wendung war Slogan einer französischen Kunsttheorie des 19. Jahrhunderts. Es ist unklar, wer die Wendung als erster geprägt hat; genannt werden Théophile Gautier und Victor Cousin.
Der Soziologe Georg Simmel schreibt in seine kunstwissenschaftlichen Betrachtung unter der Überschrift L’art pour l’art:
„Von diesem Ganzen getragen und es tragend, bleibt die Kunst jene Welt für sich, wie das L’art pour l’art sie verkündet, obgleich und weil sich als dessen tiefere Deutung la vie pour l’art und l’art pour la vie offenbart.“
Der Dichter Christian Morgenstern verfasste ein Gedicht mit dem Titel L’art pour l’art, das folgendermaßen lautet:
„Das Schwirren eines aufgeschreckten Sperlings
begeistert Korf zu einem Kunstgebilde,
das nur aus Blicken, Mienen und Geberden
besteht. Man kommt mit Apparaten,
es aufzunehmen; doch v. Korf ‚entsinnt sich
des Werks nicht mehr‘, entsinnt sich keines Werks mehr
anläßlich eines ‚aufgeregten Sperlings‘.“

## Lass die Toten ihre Toten begraben!
Diese rigorose Aufforderung stammt aus dem Evangelium nach Matthäus. Dort bittet ein Anhänger Jesu, der ihm nachfolgen will, darum, zuvor noch seinen Vater begraben zu dürfen. Doch Jesus fordert ihn zur unbedingten Nachfolge auf:
„21 Und ein anderer unter seinen Jüngern sprach zu ihm: HERR, erlaube mir, daß hingehe und zuvor meinen Vater begrabe. 22 Aber Jesus sprach zu ihm: Folge du mir und laß die Toten ihre Toten begraben!“
Die Pfarrerin Gundula Döring sagt im NDR zu dieser Bibelstelle:
„Für Jesus ist das ‚zuerst‘ des Mannes eine Ausflucht. Er hatte versprochen, sich mit Jesus auf den Weg zu machen. Plötzlich aber flieht er in andere Notwendigkeiten. Es ist die Flucht aus der Situation heraus. In dieser Bitte des Mannes ‚Lass mich zuvor noch …‘ steckt zugleich ein ‚noch nicht‘.“
Es ist also kein allgemeingültiger oder moralischer Appell, sondern ein Wort in einer konkreten Situation.

## Lass dir dein Lehrgeld zurückgeben!
Diese Redensart geht möglicherweise auf eine Stelle in dem Roman Satiricon des römischen Schriftstellers C. Petronius zurück. Dort heißt es:
„Iam scies, patrem tuum mercedes perdidisse.“
„Du wirst schon merken, dass dein Vater das Lehrgeld umsonst ausgegeben hat.“
Die Redensart ist auch in der Form „Lass dir dein Schulgeld zurückgeben“ üblich.

## Lasset die Kindlein zu mir kommen.

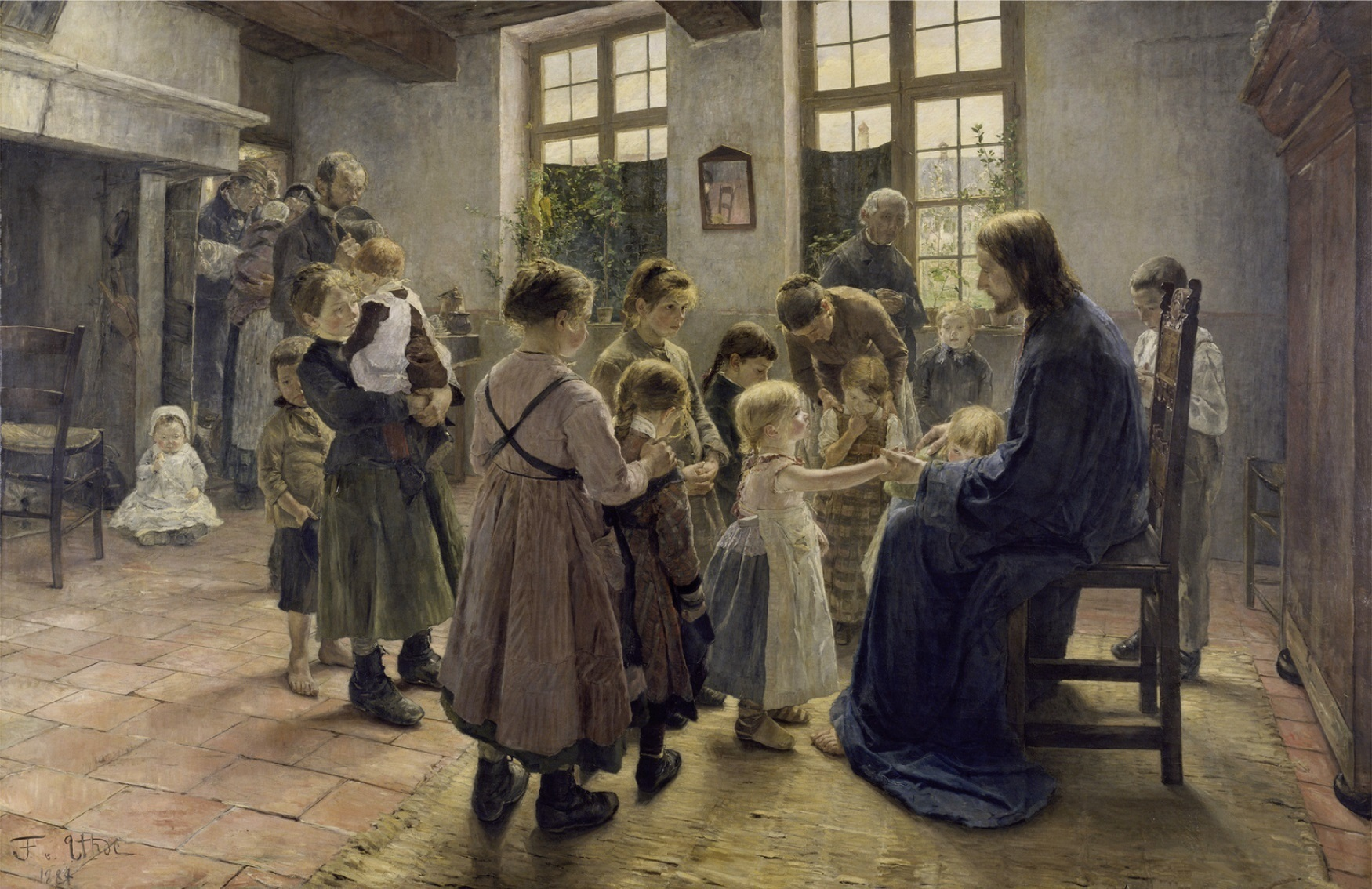
Fritz von Uhde: Lasset die Kindlein zu mir kommen

Im Evangelium nach Matthäus wird berichtet, dass die Menschen ihre Kinder zu Jesus brachten, damit er ihnen die Hand auflegte:
„13 Da wurden Kindlein zu ihm gebracht, daß er die Hände auf sie legte und betete. Die Jünger aber fuhren sie an. 14 Aber Jesus sprach: Lasset die Kindlein zu mir kommen und wehret ihnen nicht, denn solcher ist das Reich Gottes. “
Das Motiv war ein beliebtes Motiv der christlichen Kunst. Darstellungen dieses Themas gibt es unter anderem von:
- Lucas Cranach der Ältere
- Otto Pankok
- Peter Breuer
- Fritz von Uhde

Lasset die Kindlein zu mir kommen war Uhdes erstes Bild mit christlichem Thema und wurde gleichermaßen abgelehnt und gefeiert, da Uhde die Szene in seine Gegenwart verlegt hatte. Susanna Partsch schreibt zu diesem Bild:
„Ein barfüßiger Christus, eingehüllt in ein langes blaues Gewand, sitzt auf einem Holzstuhl in der Diele eines niederdeutschen Bauernhauses. Kinder aus den unteren Volksschichten haben sich um ihn versammelt, eines hat sich in seinem Schoß geborgen, ein anderes reicht ihm die Hand und blickt ihm mit frommem Gesichtsausdruck in die Augen.“
Das Bild brachte Uhde seinen ersten großen Erfolg. Allein im Jahr 1884 wurden über 10.000 Fotografien davon verkauft. Kunstkritiker allerdings beschwerten sich über den nicht anziehend wirkenden Christus und über die „struppigen und schmutzigen Kinder“. Der österreichische Kaiser Franz Joseph war jedoch von dem Bild zu Tränen gerührt. Vertreter der Kirchen protestierten jedoch gegen den „Armeleute-Christus“ und das Christliche Kunstblatt kritisierte Uhdes Christus als „Mann von der traurigen Gestalt mit dem blöden Gesicht“.
Vincent van Gogh schrieb seinem Bruder Theo über Uhdes Bild:
„Da kann ich so einen Nikolaus wie bei Uhde da in der Schule - die Schule ist sonst doch recht schön! - nicht gut ausstehen. Uhde … hat es gemacht, weil die braven Bürger des Landes, wo er wohnt, ein Sujet und etwas ‚Konventionelles‘ zum Nachdenken verlangen und weil er sonst Hunger leiden müßte.“

## Lasst alle Hoffnung fahren!

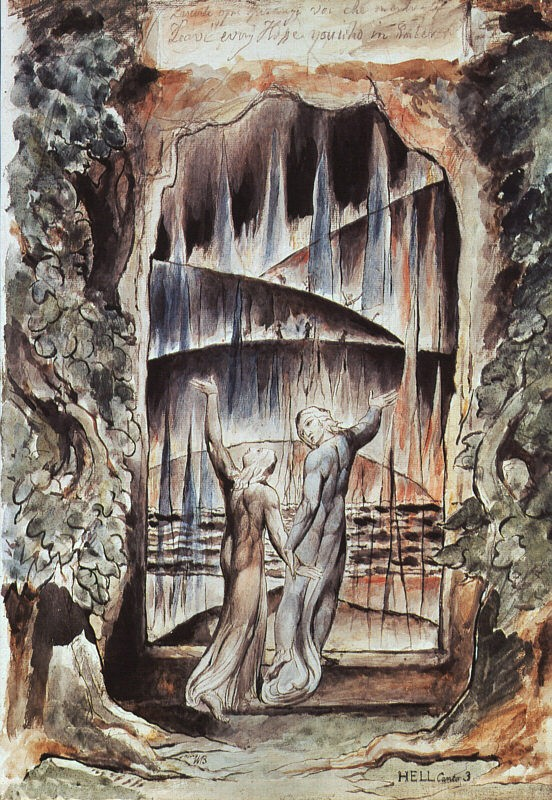
Eingang zum Inferno (Aufschrift auf Englisch: „Leave every hope…“)

Aus Dante Alighieris „Divina Commedia“ (Göttliche Komödie) stammen einige geflügelte Worte. Das bekannteste ist der Spruch, der über dem Eingang zum Inferno, der Hölle, steht:
„Lasciate ogni speranza, voi ch’ entrate!“
„Lasst jede Hoffnung, wenn ihr eingetreten.!“
Dantes Hölle liegt im Inneren der nördlichen Halbkugel und ist der Sitz von Luzifer.
„Durch mich geht man hinein zur Stadt der Trauer,
Durch mich geht man hinein zum ewigen Schmerze,
Durch mich geht man zu dem verlornen Volke.
Gerechtigkeit trieb meinen hohen Schöpfer,
Geschaffen haben mich die Allmacht Gottes,
Die höchste Weisheit und die erste Liebe
Vor mir ist kein geschaffen Ding gewesen,
Nur ewiges, und ich muss ewig dauern.
Lasst jede Hoffnung, wenn ihr eingetreten.“
(Inschrift auf dem Tor zur Hölle, dritter Gesang)
Diese Warnung steht heute über dem Eingang zu italienischen Fußballstadien und soll die Gastmannschaft abschrecken.

## Lasst hundert Blumen blühen!
Mit diesem Slogan startete Mao Zedong 1956 die Hundert-Blumen-Bewegung:
Lasst hundert Blumen blühen, lasst hundert Schulen miteinander wetteifern!

「百花齊放，百家爭鳴 。」
Bǎihuā qífàng, bǎijiā zhēngmíng.
Die hundert Schulen (gemeint als „viele“ Schulen) war ein Hinweis auf die Zeit der Streitenden Reiche, während der es viele miteinander konkurrierende philosophische Denkschulen gab. Die Zeit der streitenden Reiche war jedoch auch eine Blütezeit der chinesischen Philosophie. In einer Atmosphäre, in der die Fürstenhäuser miteinander um Macht und Ideen konkurrierten, zogen viele Denker von Staat zu Staat, in der Hoffnung, einen Herrscher zu finden, der Gefallen an ihren Ideen fand. Viele dieser Philosophen haben Werke hinterlassen, die bis heute Unterrichtsstoff für das klassische Chinesisch in den chinesischen Schulen sind.
Mao verwendete diese berühmte Wendung zum ersten Mal in einer nicht-öffentlichen Rede vor eine Gruppe von Parteiführern. Darin forderte er das Volk auf, sich kritisch zu äußern. Als die Bewegung jedoch auszuufern drohte, wurde sie von der kommunistischen Partei massiv unterdrückt.

## Lasst wohlbeleibte Männer um mich sein.

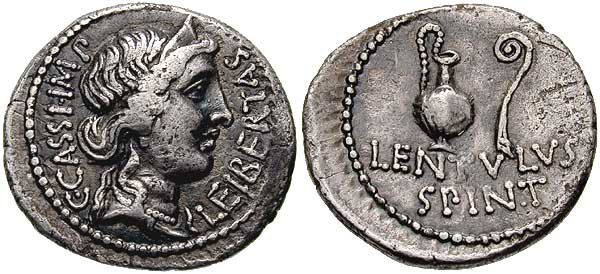
Denar des Gaius Cassius

Gaius Iulius Caesar sagt in William Shakespeares Theaterstück Julius Cäsar:
„Lasst wohlbeleibte Männer um mich sein, / mit glatten Köpfen und die nachts gut schlafen.“
„Let me have men about me that are fat; / Sleek-headed men and such as sleep o' nights:“
Warum will Caesar dicke Männer um sich haben? Weil sie ihm nicht so unruhig und gefährlich erscheinen wie Gaius Cassius, der als die treibende Kraft hinter der Verschwörung gegen Caesar galt:
„Der Cassius dort hat einen hohlen Blick. / Er denkt zu viel. Die Leute sind gefährlich!“
„Yond Cassius has a lean and hungry look; / He thinks too much: such men are dangerous.“

## Last, not least
Dies ist ein Shakespeare-Zitat und bedeutet auf Deutsch „zwar letzter in der Reihenfolge, aber nicht der Unbedeutendste“. Diese Worte sagt in dem Drama Julius Caesar Marcus Antonius zu Trebonius:

„Though last, not least in love“

„Zuletzt, doch nicht der Letzte meinem Herzen“

Ähnliches kommt in dem Stück King Lear vor, wo der König zu seiner jüngsten Tochter sagt:

„Although our last, not least“

„Obwohl unsere Letzte, nicht die Geringste“

## Laudator temporis acti
Dieser lateinische Ausdruck mit der Bedeutung „Lobredner einer vergangenen Zeit“ stammt aus den Werken des römischen Dichters Horaz, der damit kritisierte, „der Greis sei ein Lobredner der Vergangenheit“:
„Multa senem circumueniunt incommoda, uel quod
quaerit et inuentis miser abstinet ac timet uti,
uel quod res omnis timide gelideque ministrat,
dilator, spe longus, iners auidusque futuri,
difficilis, querulus, laudator temporis acti
se puero, castigator censorque minorum.“
Damit wird jemand bezeichnet, der behauptet, dass früher alles besser gewesen sei.
Eine etwas freie Übersetzung ist „Romantik einer vergangenen Zeit“. Ein Gegenstück ist laudator sui temporis, Lobredner seiner Zeit.

## Le style, c’est l’homme.
Diese französische Sentenz (Der Stil, das ist der Mensch) stammt vom französischen Naturforscher Georges-Louis Leclerc de Buffon, der 1753 in seiner Antrittsrede in der Académie française sagte:
„Le style est l’homme même.“
„Der Stil ist der Mensch selbst.“
Das Zitat bringt zum Ausdruck, dass im Stil eines Künstlers dessen Individualität deutlich wird.

## Lebe, wie du, wenn du stirbst, wünschen wirst, gelebt zu haben.
Diese Maxime findet sich im Lied Vom Tode aus den Geistlichen Oden und Liedern des pietistischen Schriftstellers Christian Fürchtegott Gellert.
Die zweite Strophe dieses Liedes beginnt mit dieser Maxime:
„Lebe, wie du, wenn du stirbst,
Wünschen wirst, gelebt zu haben.
Güter, die du hier erwirbst,
Würden, die dir Menschen gaben;
Nichts wird dich im Tod erfreun;
Diese Güter sind nicht dein.“
Der darin ausgesprochene Gedanke ist bereits in den Selbstbetrachtungen des römischen Kaisers Mark Aurel enthalten, der es so formulierte:
„Wie du beim Dahinscheiden gelebt zu haben wünschst, so kannst du jetzt bereits leben.“

## Leben einzeln und frei wie ein Baum.
Vom türkischen Dichter Nazim Hikmet stammen die auch in Deutschland oft zitierten Verse:
„Leben einzeln und frei wie ein Baum
brüderlich und gemeinsam wie ein Wald
das ist unsere Sehnsucht.“
Im Deutschen ist dieser letzte Vers aus Davet (Einladung), einem der berühmtesten Gedichte Hikmets, unter anderem durch Hannes Wader bekannt geworden:
„Leben einzeln und frei
wie ein Baum und dabei
brüderlich wie ein Wald,
diese Sehnsucht ist alt.“
„Yaşamak bir ağaç gibi
tek ve hür ve bir orman gibi
kardeşçesine,
bu hasret bizim.“

## Leben, Freiheit und das Streben nach Glückseligkeit

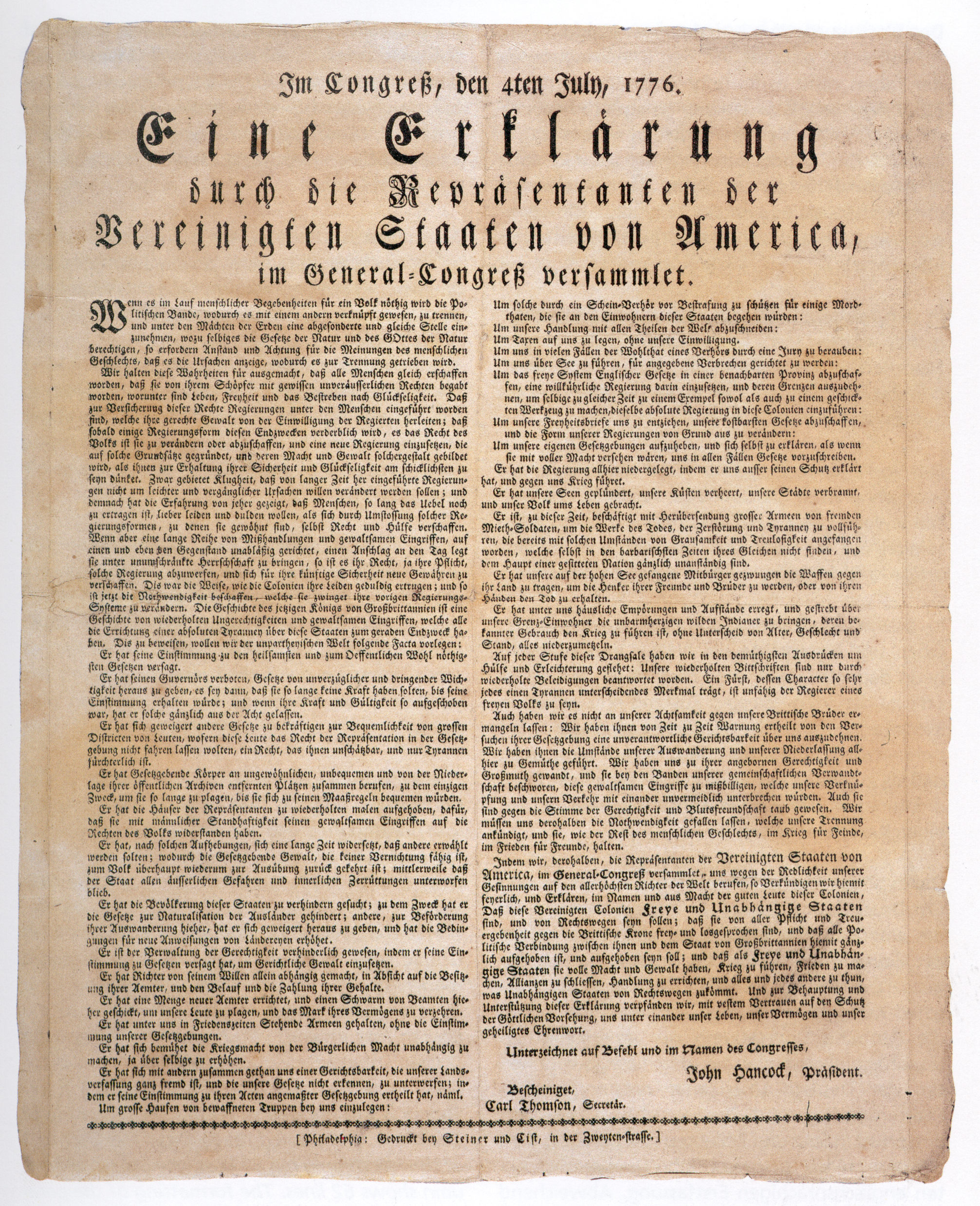
Deutsche Fassung

Diese zentrale Aussage der Unabhängigkeitserklärung der Vereinigten Staaten lautet im Kontext wie folgt:
„We hold these truths to be self-evident, that all men are created equal, that they are endowed by their Creator with certain unalienable Rights, that among these are Life, Liberty and the pursuit of Happiness.“
„Wir halten diese Wahrheiten für ausgemacht, dass alle Menschen gleich erschaffen wurden, dass sie von ihrem Schöpfer mit gewissen unveräußerlichen Rechten begabt wurden, worunter Leben, Freiheit und das Streben nach Glückseligkeit sind. “
Das Streben nach Glück (The Pursuit of Happyness) ist ein US-amerikanisches Filmdrama aus dem Jahr 2006. In dem Film wird von einem selbstständigen Handelsvertreter erzählt, der nicht sonderlich erfolgreich ist und von seiner Frau verlassen wird. Er holt jedoch seinen Sohn zu sich zurück, da er nicht möchte, dass er ohne Vater aufwächst. Obwohl er auch noch obdachlos wird, geht er weiterhin seinen beiden Jobs nach und hat am Ende Erfolg.
Ein Zitat aus diesem Film nimmt Bezug auf die Unabhängigkeitserklärung, die größtenteils von Thomas Jefferson verfasst wurde:
„Genau in diesem Moment musste ich an Thomas Jeffersen denken, an die Unabhängigkeitserklärung und unser Recht auf Leben, Freiheit und das Streben nach Glückseligkeit. Und ich weiß noch wie ich dachte ‚Woher hat er gewusst, dass er das Wort streben da rein packen muss?‘“

## Leben und leben lassen
Diese Redensart findet sich in Friedrich Schillers Drama Wallensteins Lager, wo sich der erste Jäger über den Feldherrn Tilly folgendermaßen äußert:
„Und ging’s nur nicht aus seiner Kassen,
Sein Spruch war: leben und leben lassen.“
Dieses viel benutzte Zitat hat die Bedeutung von tolerant sein und so zu leben wie es einem gefällt und gleichzeitig andere leben lassen, wie sie es möchten und findet sich in verschiedenen Zusammenhängen wieder:
- „Parasiten – Leben und leben lassen“ (Wanderausstellung)
- „Leben und leben lassen. Aktive Sterbehilfe und Selbstmord können kein Ausweg sein.“
- „Leben und leben lassen“ war im Vernichtungslager Auschwitz-Birkenau von den Erbauern auf einem Querbalken einer Häftlingsbaracke angebracht worden, berichtet eine Überlebende.[18]
- Von dem Zitat abgeleitet ist auch der Titel des James-Bond-Romans „Leben und sterben lassen“ (Original: Live and let die) aus dem Jahr 1954 sowie des gleichnamigen Films aus dem Jahr 1973 und auch des sehr erfolgreichen, gleichnamigen Titelsongs zum Film von Paul McCartney.

Möglicherweise geht sie auf das französische Schlagwort Laissez faire, laissez passer! (lasst machen, lasst gehen!) aus dem 18. Jahrhundert zurück.

## Leben wie Gott in Frankreich
Es gibt verschiedene Aussagen, die die Herkunft der Redewendung „(leben) wie Gott in Frankreich“ zu erklären versuchen. Sie widersprechen sich aber oder lassen sich durch noch frühere Belege widerlegen. Die exakte Herkunft ist daher unbekannt.

## Leck mich am Arsch!

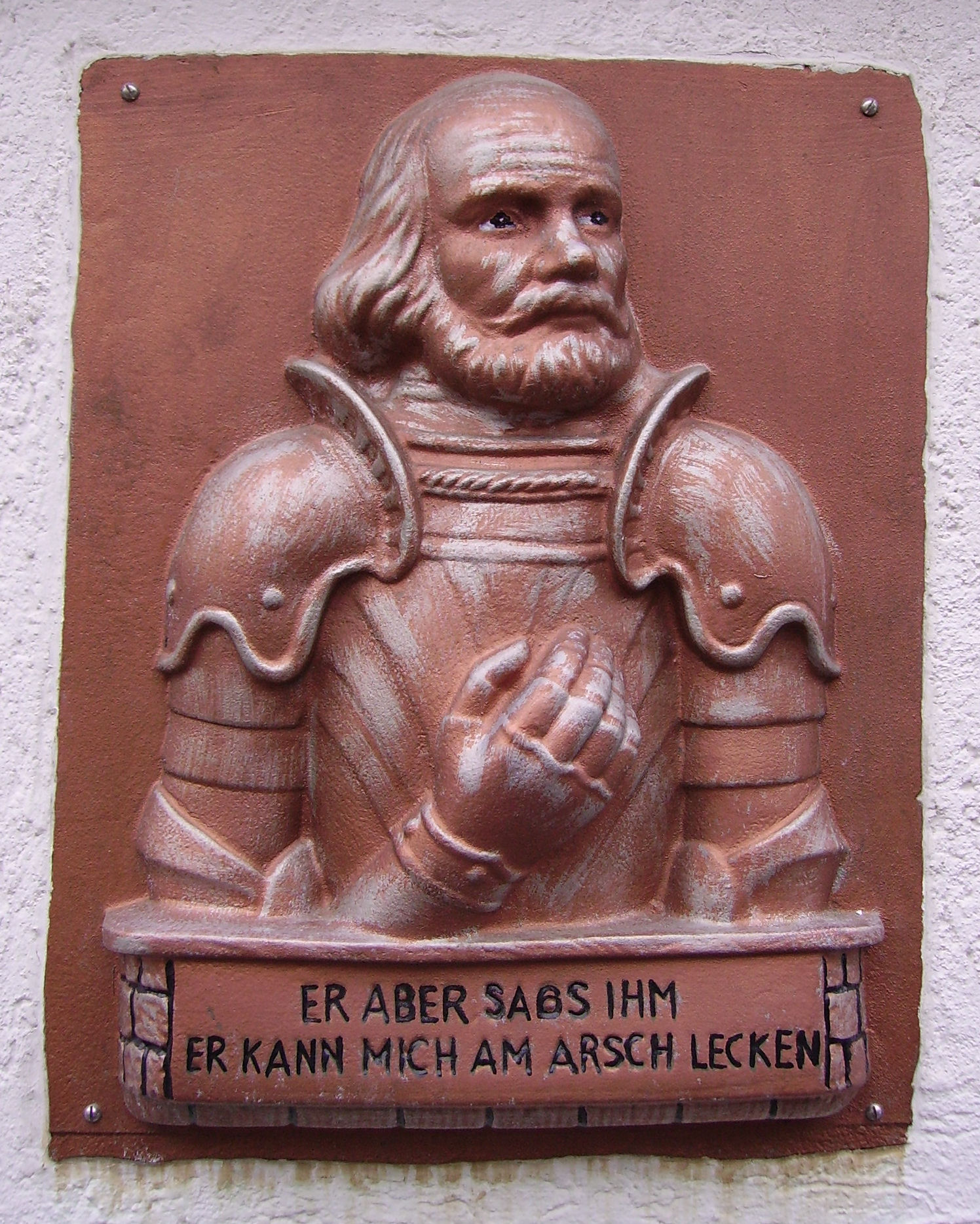
Götz von Berlichingen mit dem ihm von Goethe zugeschriebenen Zitat

Populär wurde diese Redensart durch Johann Wolfgang von Goethes Drama Götz von Berlichingen mit der eisernen Hand.
Der Reichsritter Götz von Berlichingen überfällt reiche Kaufleute und wird von Kaiser Maximilian I. daraufhin gebannt; es wird Jagd auf ihn gemacht und er verschanzt sich in seiner Burg – an diesem Punkt des Dramas steht das berühmte Götz-Zitat, das sich auf einen Hauptmann und nicht auf den Kaiser bezieht:
„Mich ergeben! Auf Gnad und Ungnad! Mit wem redet Ihr! Bin ich ein Räuber! Sag deinem Hauptmann: Vor Ihro Kaiserliche Majestät hab ich, wie immer, schuldigen Respekt. Er aber, sag’s ihm, er kann mich im Arsche lecken!“
Der Ursprung dieser Redensart stammt jedoch aus dem Mittelalter. An Stadttoren wurden blanke Weiberhintern angebracht, die scheinbar zum Lecken aufforderten. Dadurch sollten böse Geister abgeschreckt werden.
Der so genannte Schwäbische Gruß geht wohl auf einen alten Nacktheits- und Abwehrzauber zurück. Zeigt man Dämonen, Hexen oder persönlichen Feinden sein bloßes Gesäß, so können sie einem nichts anhaben.

## Legt ihrs nicht aus, so legt was unter!
Der Spruch stammt aus dem zweiten Buch von Johann Wolfgang von Goethes Zahmen Xenien und geißelt die Unbedachtsamkeit bei der Auslegung von Texten.
Günter Hirsch, der Präsident des Bundesgerichtshofes, gebrauchte dieses Goethe-Zitat im Dezember 2003 in seiner Ansprache aus Anlass des 10. Gründungstags des Brandenburgischen Oberlandesgerichts:
„Die richtige Balance zu finden zwischen Gesetzesgehorsam und Korrektur des Gesetzes aus Gründen des Rechts ist die wahre Kunst des Richters. Schon Savigny wies darauf hin, daß sich diese Kunst - wie jede andere auch - letztlich nicht durch Regeln mitteilen oder erwerben lasse. Zuviel ‚künstlerische Freiheit‘ bei der Auslegung und Fortbildung des Rechts stößt allerdings sehr schnell an verfassungsrechtliche Grenzen. Deshalb ist Goethe - dessen Profession ja die Juristerei war - wohl eher ironisch als anerkennend zu verstehen, wenn er den Juristen in den Zahmen Xenien rät:
‚Im Auslegen seid frisch und munter!
Legt ihrs nicht aus, so legt was unter!‘“

## Lehrjahre des Gefühls
Lehrjahre des Gefühls ist der deutsche Titel von Gustave Flauberts Roman L’Education sentimentale. Histoire d’un jeune homme (Die Erziehung der Gefühle) aus dem Jahr 1869.
Der Roman beschreibt das Leben eines jungen Mannes in der Zeit der Revolution des Jahres 1848 und der Gründung des Zweiten Kaiserreichs in Frankreich und seine Liebe zu einer älteren Frau. Viele der Erlebnisse des Protagonisten, inklusive der romantischen Leidenschaft, basieren auf Flauberts eigenem Leben. Die Figuren sind gekennzeichnet durch Launenhaftigkeit und Eigennutz.
Der Titel dient heute oft als Metapher für die innere Entwicklung eines Menschen.

## Leichenbegängnis erster Klasse
Der deutsche Reichskanzler Otto von Bismarck erklärte in seiner Autobiografie Gedanken und Erinnerungen im Zusammenhang mit seiner Entlassung aus dem Amt des Reichskanzlers durch Kaiser Wilhelm II. im Jahr 1890:
„… am 29. März verließ ich Berlin unter diesem Zwange übereilter Räumung meiner Wohnung und unter den vom Kaiser im Bahnhof angeordneten militärischen Ehrenbezeigungen, die ich ein Leichenbegängnis erster Klasse mit Recht nennen konnte.“

## Leicht beieinander wohnen die Gedanken, doch hart im Raume stoßen sich die Sachen.
In Friedrich Schillers Tragödie Wallensteins Tod (II, 2) antwortet Wallenstein mit diesen Worten auf Max Piccolominis Warnung, nicht zum Verräter an Kaiser Ferdinand II. (HRR) zu werden:
„Eng ist die Welt, und das Gehirn ist weit.
Leicht beieinander wohnen die Gedanken,
Doch hart im Raume stoßen sich die Sachen;
Wo eines Platz nimmt, muß das andre rücken,
Wer nicht vertrieben sein will, muß vertreiben;
Da herrscht der Streit, und nur die Stärke siegt.“
In der Süddeutschen Zeitung heißt es unter der Überschrift Auf diese Phrasen können Sie bauen:
„Dort, wo Volkstümliches an Bildungsbürgerliches stößt, dürfte man die Verse eher im Sinne Wallensteins zitieren, der damit dem jungen Tugendbolzen Max Piccolomini den Realismus des reifen Zynikers entgegenhält: Für hochfliegende Ideen und Ideale ist im Kopf zwar viel Platz, doch im Reich der Zwecke hat es der Handelnde mit harten Tatsachen und unversöhnlichen Antinomien zu tun.“

## Leide und meide!
Diese Maxime überlieferte der römische Schriftsteller Aulus Gellius in seiner Essaysammlung Noctes Atticae (Attische Nächte). Sie stammt ursprünglich vom griechischen Philosophen Epiktet, der Genügsamkeit und geistige Unabhängigkeit von äußeren Schwierigkeiten lehrte. Als ein Beispiel für vorbildliche Geduld und Tugend gibt Gregor von Nazianz die Episode von Epiktets gewaltsam gebrochenem Bein wieder, das er angeblich der Grausamkeit seines Herrn verdankte.
Martin Luther sagt in seinen Tischgesprächen zum Thema Geduld:
„Die beste Tugend ist die Geduld, die in der Schrift vom heiligen Geist sehr empfohlen wird und in der Erfahrung des Kreuzes erprobt wird. Obwohl auch die Philosophen sie sehr rühmen, kennen sie doch weder deren wesentliche Grundlage, noch können sie sich im Willen und der Hilfe Gottes vorstellen. Epiktet hat sehr schön gesagt: Leide und meide!“

## Leiden sind Lehren.
Diese Sentenz geht auf die Fabel Der Hund und der Koch des griechischen Fabeldichters Äsop zurück und lautet auf Griechisch:
„Παθήματα μαθήματα.“
Pathēmata mathēmata.
Der Geschichtsschreiber Herodot lässt in seinen Historien den gestürzten alten Lyderkönig Kroisos zum jungen Perserkönig Kyros sagen:
„Meine Leiden, so unerfreulich sie waren, sind mir zu Lehren geworden.“
Offensichtlich im Anschluss daran steht die Moral der Äsopischen Fabel Der Hund und der Koch: „… dass vielfach die Leiden für die Menschen zu Lehren werden“.
In dieser Fabel hat der Haushund einen fremden Hund eingeladen und führt ihn in die Küche. Da der Koch aber den fremden Hund nicht kennt, prügelt er ihn hinaus.
Einen ähnlichen Gedanken spricht der griechische Dichter Aischylos in seinem Theaterstück Agamemnon aus.

## Leise flehen meine Lieder durch die Nacht zu dir.
Mit diesen Worten beginnt das Lied Ständchen von Ludwig Rellstab, das durch Franz Schuberts Vertonung bekannt wurde. Die erste Strophe lautet so:
„Leise flehen meine Lieder
Durch die Nacht zu dir;
In den stillen Hain hernieder,
Liebchen, komm zu mir!“

## Leise, leise, fromme Weise.
Mit diesem Vers beginnt eine Arie der Agathe, der Tochter des Erbförsters, in Carl Maria von Webers Oper Der Freischütz, deren Libretto Johann Friedrich Kind schrieb:
„Leise, leise, fromme Weise
Schwing dich auf zum Sternenkreise.
Lied, erschalle! Feiernd walle
Mein Gebet zur Himmelshalle! –“

## Leise rieselt der Schnee.
Dies ist der Anfang eines bekannten Weihnachtsliedes von Eduard Ebel, dessen erste Strophe mit folgenden Versen beginnt:
„Leise rieselt der Schnee,
 Still und starr ruht der See.
Weihnachtlich glänzet der Wald.
Freue dich, ’s Christkind kommt bald.“
Eine scherzhafte Abwandlung der ersten Zeile ist „Leise rieselt der Kalk“, womit man auf beginnende „Verkalkung“, die Kalziumablagerungen im Gehirn und in anderen Organen von Lebewesen in deren Alterungsprozess anspielt.

## Leise zieht durch mein Gemüt.
Diese Worte stammen aus dem Lied Nr. 6 in Heinrich Heines Zyklus Neuer Frühling, das auch durch die Vertonung von Felix Mendelssohn Bartholdy bekannt wurde. Die erste Strophe lautet folgendermaßen:
„Leise zieht durch mein Gemüt
Liebliches Geläute.
Klinge kleines Frühlingslied,
Kling hinaus ins Weite.“
Eine scherzhafte Abwandlung lautet so:
„Leise zieht durch mein Gemüt
Eine Miezekatze:
Wenn man sie am Schwanze zieht,
macht sie eine Fratze.“

## Lerne leiden, ohne zu klagen.

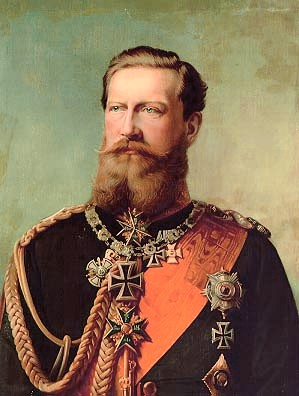
Friedrich III. als Kaiser

Der Ausspruch wird dem nach kurzer Regierungszeit verstorbenen deutschen Kaiser Friedrich III. zugeschrieben. Er soll seinem Sohn Wilhelm II. folgende Lehre mit auf den Lebensweg gegeben haben:
„Lerne leiden, ohne zu klagen, das ist das Einzige, was ich dich lehren kann.“
Als Friedrich III. am 9. März 1888 die Nachfolge Wilhelms I. als Deutscher Kaiser und König von Preußen antrat, war er bereits so schwer an Kehlkopfkrebs erkrankt, dass er nicht mehr sprechen konnte. Die Regierungszeit des „99-Tage-Kaisers“ endete mit seinem Tod schon nach drei Monaten. Mit der Thronbesteigung seines Sohnes Wilhelm II. wurde 1888 zum Dreikaiserjahr.
Zu diesem Ausspruch ist auch die rhetorische Umkehrung weit verbreitet:
- „Lerne klagen, ohne zu leiden.“

Verwendung
- „Lerne schweigen, ohne zu platzen.“

## Lernen, lernen, nochmals lernen
Der Ausspruch wird dem russischen Revolutionär Wladimir Iljitsch Lenin zugeschrieben. Er steht für die Notwendigkeit lebenslangen Lernens, um zum Erfolg gesellschaftlichen Fortschritts beizutragen und wurde in diesem Sinne u. a. auf der DDR-Medaille „Für sehr gute Leistungen im sozialistischen Berufswettbewerb“ verewigt.
Möglicherweise hat Lenin die aus dem 17. Jahrhundert stammende Kriegsdevise Geld, Geld und nochmals Geld abgewandelt.

## Lernen, ohne zu denken, ist umsonst, denken, ohne zu lernen, ist gefährlich.
Diese Feststellung stammt aus den Analekten des chinesischen Philosophen Konfuzius und lautet im klassischen Chinesisch:
「學而不思則惘，思而不學則殆。」
„Xué ér bù sī zé wǎng, sī ér bù xué zé dài.“
Diese Erkenntnis kann man im Zusammenhang mit dem ersten Satz der Analekten sehen, der ebenfalls veranschaulicht, welchen hohen Stellenwert das Thema Lernen bei Konfuzius hatte.
「學而時習之，不亦悅乎？。」
„Xué ér shí xí zhī, bù yì yuè hū?“
„Lernen und es von Zeit zu Zeit anzuwenden, ist das nicht eine große Freude?“
Dem Lernen wird bei Konfuzius eine hohe Priorität eingeräumt. Es ist das bevorzugte Mittel den Edlen zu formen. Wesentlich ist dabei, dass Bildung untrennbar mit der moralischen Forderung nach Selbstkultivierung verbunden ist (XIV,24):
„Konfuzius sprach: »Im Altertum lernte man, um sich selbst zu vervollkommnen; heute dagegen lernt man, um anderen gegenüber etwas zu gelten.«“
Allerdings gibt es für Konfuzius einen Unterschied zwischen „totem Wissen“ und wahrer Bildung (XIII,5):
„Konfuzius sprach: »Nehmen wir an, jemand kann alle dreihundert Stücke des ‚Buchs der Lieder‘ auswendig hersagen. Wird ihm aber eine verantwortungsvolle Aufgabe übertragen, dann versagt er. … Ein solcher Mensch hat zwar viel gelernt, aber welchen Nutzen hat es?«“

## Lernen Sie Geschichte!
Dieser Ausspruch (im vollen Wortlaut „Lernen Sie Geschichte, Herr Reporter!“) ist ein in Österreich sehr bekannter und oft zitierter Ausspruch, den der damalige österreichische Bundeskanzler Bruno Kreisky (österreichischer Bundeskanzler von 1970 bis 1983) dem Rundfunkreporter Ulrich Brunner bei einem Interview entnervt an den Kopf warf, nachdem er zum Thema des AKH-Skandals in Argumentationsnotstand geraten war.

## Lesen heißt mit einem fremden Kopfe, statt des eigenen, denken.
Diese Feststellung stammt aus dem zweiten Kapitel der Parerga und Paralipomena, dem Werk, in dem die Aphorismen zur Lebensweisheit des Philosophen Arthur Schopenhauer enthalten sind.
Weiter schreibt Schopenhauer:
„Nun ist aber dem eigenen Denken, aus welchem allemal ein zusammenhängendes Ganzes, ein, wenn auch nicht streng abgeschlossenes, System sich zu entwickeln trachtet, nichts nachtheiliger, als ein, vermöge beständigen Lesens, zu starker Zufluß fremder Gedanken; weil diese, jeder einem andern Geiste entsprossen, einem andern Systeme angehörend, eine andere Farbe tragend, nie von selbst zu einem Ganzen des Denkens, des Wissens, der Einsicht und Ueberzeugung zusammenfließen, vielmehr eine leise babylonische Sprachverwirrung im Kopfe anrichten und dem Geiste, der sich mit ihnen überfüllt hat, nunmehr alle klare Einsicht benehmen und so ihn beinahe desorganisiren.“

## L’état, c’est moi
Siehe: Liste geflügelter Worte/D#Der Staat bin ich

## Let the sunshine in.
Let the sunshine in… ist der englische Titel eines Lieds (Lasst den Sonnenschein in euch hinein…) aus dem Musical Hair.
Der Refrain beginnt folgendermaßen:
„Let the sunshine
Let the sunshine in
The sunshine in
Let the sunshine
Let the sunshine in
The sunshine in…“
„Lasst die Sonne
lasst den Sonnenschein in euch hinein!“

## Letzte Ausfahrt Brooklyn
Letzte Ausfahrt Brooklyn ist der deutsche Titel des 1957 erschienenen Romans Last Exit to Brooklyn des US-amerikanischen Schriftstellers Hubert Selby und Titel der Verfilmung durch Uli Edel. Der doppeldeutige Titel bezieht sich sowohl auf eine Straßenabzweigung als auch auf die ausweglose Existenz der Bewohner der Slums von Brooklyn.
Der Zeichner Chlodwig Poth variierte den englischen Titel und nannte eine Serie von Cartoons über den Frankfurter Stadtteil Sossenheim: „Last Exit Sossenheim“. Poth dokumentierte das wilde Architekturgemisch in dieser Bilderreihe, die er von 1990 bis zu seinem Tod 2004 allmonatlich in der Satirezeitschrift Titanic veröffentlichte.

## Letztes Jahr in Marienbad
Letztes Jahr in Marienbad ist der deutsche Titel von Alain Resnais’ französisch-italienischem Film L’année derniére de Marienbad aus dem Jahr 1960. In diesem Film behauptet ein Mann in den Gängen eines Schlosses einer Frau gegenüber, ihr vor einem Jahr in dem böhmischen Marienbad begegnet zu sein.
Man gebraucht das Zitat gelegentlich als Hinweis auf etwas Vergangenes, das nur noch verschwommen gegenwärtig ist.
- „Letztes Jahr in Klagenfurt“
- „Letztes Jahr in Pisa“

## Leute vom Bau
Diese Wendung findet sich in dem 1828 in Berlin uraufgeführten Stück Das Fest der Handwerker. Komisches Gemälde aus dem Volksleben in 1 Akt. Als Vaudeville behandelt von Louis Angely.
Heute werden gewöhnlich Handwerker auf einer Baustelle als „Leute vom Bau“ bezeichnet.

## Levver duad üs slaav!

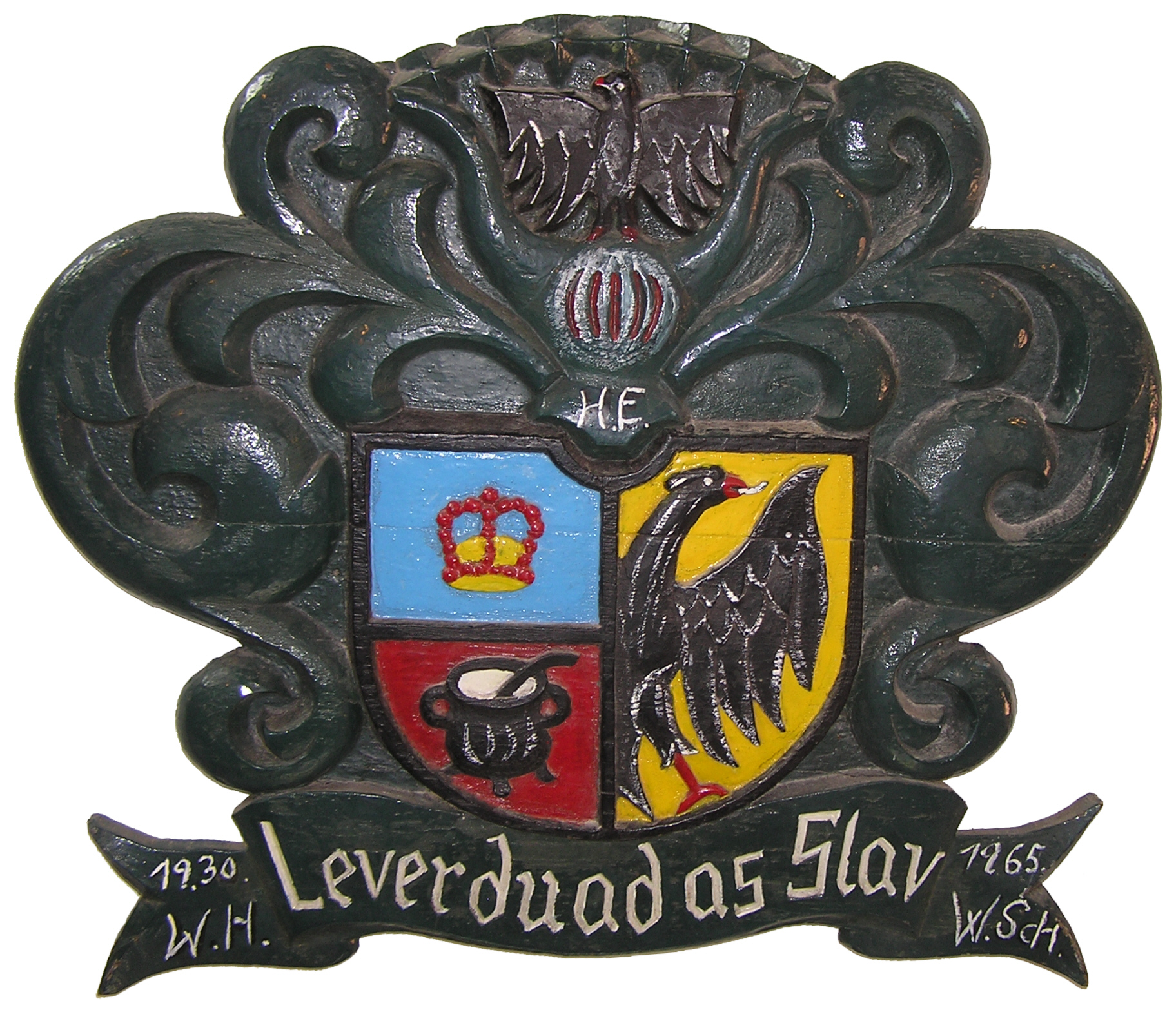
Wappen Nordfrieslands mit dem Spruch Levver duad üs slaav!

Dieser friesische Schlachtruf mit der Bedeutung „Lieber tot als Sklave!“ stammt aus Detlev von Liliencrons Ballade Pidder Lüng, dessen erste Strophe so lautet:
„Der Amtmann von Tondern, Henning Pogwisch,
Schlägt mit der Faust auf den Eichentisch:
Heut fahr ich selbst hinüber nach Sylt,
Und hol mir mit eigner Hand Zins und Gült.
Und kann ich die Abgaben der Fischer nicht fassen,
Sollen sie Nasen und Ohren lassen,
Und ich höhn ihrem Wort:
 Lewwer duad üs Slaav.“
Das Gedicht beschreibt den Widerstand der friesischen Bevölkerung, personalisiert in der Figur des Sylter Fischers Pidder Lüng, gegen die dänische Herrschaft, für die Henning Pogwisch, Amtmann von Tønder, steht.

## Licht aus! Spot an!
Der Fernsehmoderator Ilja Richter kündigte in den 1970er Jahren in seiner Fernsehsendung Disco den Gewinner des Zuschauerquizes mit folgenden Worten an:
„Licht aus! Whoom! Spot an! Jaaa …! Und hier ist er wieder, der absolute Hauptgewinner …“
Zur Vorstellung dieses Gewinners wurde die Studiobeleuchtung komplett ausgeschaltet und nur ein einzelner weißer Scheinwerfer auf ihn gerichtet. Der Spruch bekam Kultstatus und wurde von Jugendlichen häufig zitiert.
Astrid Hegenauer überschreibt ihren Artikel in der Berliner Zeitung vom 23. November 2003 zu Ilja Richters 50. Geburtstag mit den Worten „Licht aus! Spot an!“ und erklärt, dass Richter zwei Tage vor seinem 30. Geburtstag „das Licht für ‚Disco‘“ endgültig ausknipste.

## Licht, Luft und Sonne
Dieser Begriff wurde im Zusammenhang mit der Charta von Athen Anfang der 1930er Jahre geprägt und beschreibt ursprünglich die Forderung nach einer Überwindung des eingeengten Wohnungs- und Städtebaus. Diese Forderung prägte den europäischen Städtebau der Nachkriegszeit über Jahrzehnte hinweg. Heute wird der Begriff auch allgemein im Zusammenhang mit Freizeit- und Gesundheitsangeboten, und mit einer gesundheitsorientierten Lebensgestaltung verwendet.

## Lichter der Großstadt
Lichter der Großstadt ist der deutsche Titel des US-amerikanischen Stummfilms City Lights von Charlie Chaplin aus dem Jahr 1931. In dem Film verliebt sich der Tramp in ein blindes Blumenmädchen, dem er vorspiegelt, Millionär zu sein.
Der Filmtitel wird häufig in Bezug auf eine erleuchtete Großstadt und ihr Angebot an Kultur und Nachtleben zitiert:
- „Die grellen Lichter der Großstadt“
- „Die hellen Lichter der Großstadt“
- „Lichter einer Großstadt“

## Lieb’ Vaterland, magst ruhig sein.
Dieses Zitat stammt aus dem patriotischen Lied Die Wacht am Rhein, das Max Schneckenburger im Jahr 1840 dichtete:
„Es braust ein Ruf wie Donnerhall,
Wie Schwertgeklirr und Wogenprall:
Zum Rhein, zum Rhein, zum deutschen Rhein,
Wer will des Stromes Hüter sein?
Lieb’ Vaterland, magst ruhig sein,
Fest steht und treu die Wacht am Rhein!“
Die Wacht am Rhein war das populärste Marschlied der wilhelminischen Zeit. In diesem Lied kristallisiert sich das Verhältnis zum so genannten „Erbfeind“ Frankreich. Trotz des martialischen Textes hat das Lied aber einen defensiven Charakter: Der Rhein soll lediglich gegen die Franzosen verteidigt werden. Von einer Verschiebung der deutschen Grenze nach Westen ist keine Rede.

## Liebe heißt niemals um Verzeihung bitten müssen.
Dieser Satz stammt aus Erich Segals Bestseller Love Story. Im gleichnamigen Film sagt Jennifer Cavilleri-Barrett, gespielt von Ali MacGraw, im englischen Original:
„Love means never having to say you’re sorry.“
Die Verfilmung erreichte Kultstatus, da der Film genau das Lebensgefühl einer Generation traf. Der berühmte Schlüsselsatz des Melodrams besagt, dass Geliebte nicht um Verzeihung bitten müssen, weil sie so angenommen werden, wie sie sind und außerdem nie etwas Unverzeihliches tun können.

## Liebe ist nur ein Wort.
Liebe ist nur ein Wort ist der Titel eines aus dem Jahr 1971 nach einem Roman von Johannes Mario Simmel gedrehten Films, der die tragisch endende Liebesgeschichte zwischen einem 21-jährigen Schüler und einer verheirateten Frau erzählt.
Der 21-jährige Sohn eines korrupten Großindustriellen verliebt sich in die zehn Jahre ältere Verena, die mit einem viel älteren Bankier verheiratet ist, der Geschäfte mit seinem Vater macht. Nach einer heftigen Affäre begeht der Schüler Selbstmord, während für Verena Lord Liebe „nur ein Wort“ ist.
Verwendung
- „Liebe ist nur ein Ford.“
- „Freiheit ist nur ein Wort.“
- „Tod ist nur ein Wort.“ (Buchtitel von Anne Stuart)

## Liebe ist stark wie der Tod.
Dieser Satz stammt aus dem biblischen Hohenlied:
„5 Wer ist die, die heraufsteigt von der Wüste und lehnt sich auf ihren Freund? Unter dem Apfelbaum weckte ich dich; da ist dein genesen deine Mutter, da ist dein genesen, die dich geboren hat. 6 Setze mich wie ein Siegel auf dein Herz und wie ein Siegel auf deinen Arm. Denn Liebe ist stark wie der Tod, und ihr Eifer ist fest wie die Hölle. Ihre Glut ist feurig und eine Flamme des HERRN, 7 daß auch viele Wasser nicht mögen die Liebe auslöschen noch die Ströme sie ertränken. Wenn einer alles Gut in seinem Hause um die Liebe geben wollte, so gölte es alles nichts.“
In einer Betrachtung auf der Website des Bistums Trier heißt es zu diesem Bibelzitat:
„Auf der einen Seite so ‚stark wie der Tod’, eine Energie wie eine Feuersbrunst, von keiner Flut zu löschen, eine Leidenschaft wie die Unterwelt, die nichts von dem wieder preisgibt, was sie einmal verschlungen hat. Auf der anderen Seite so schwach, zerbrechlich, hinfällig, kurzlebig und vergänglich, wenn man sich einmal vergewissert, dass sich bereits jede dritte Ehe in unserem Land auflöst, wenn Liebe kränkelt, dahinsiecht und stirbt?“
Vom französischen Schriftsteller Guy de Maupassant ist der Roman Stark wie der Tod und die Erweiterung des Satzes:
„Denn Liebe ist stark wie der Tod und Leidenschaft unwiderstehlich wie das Totenreich.“

## Liebe macht blind.

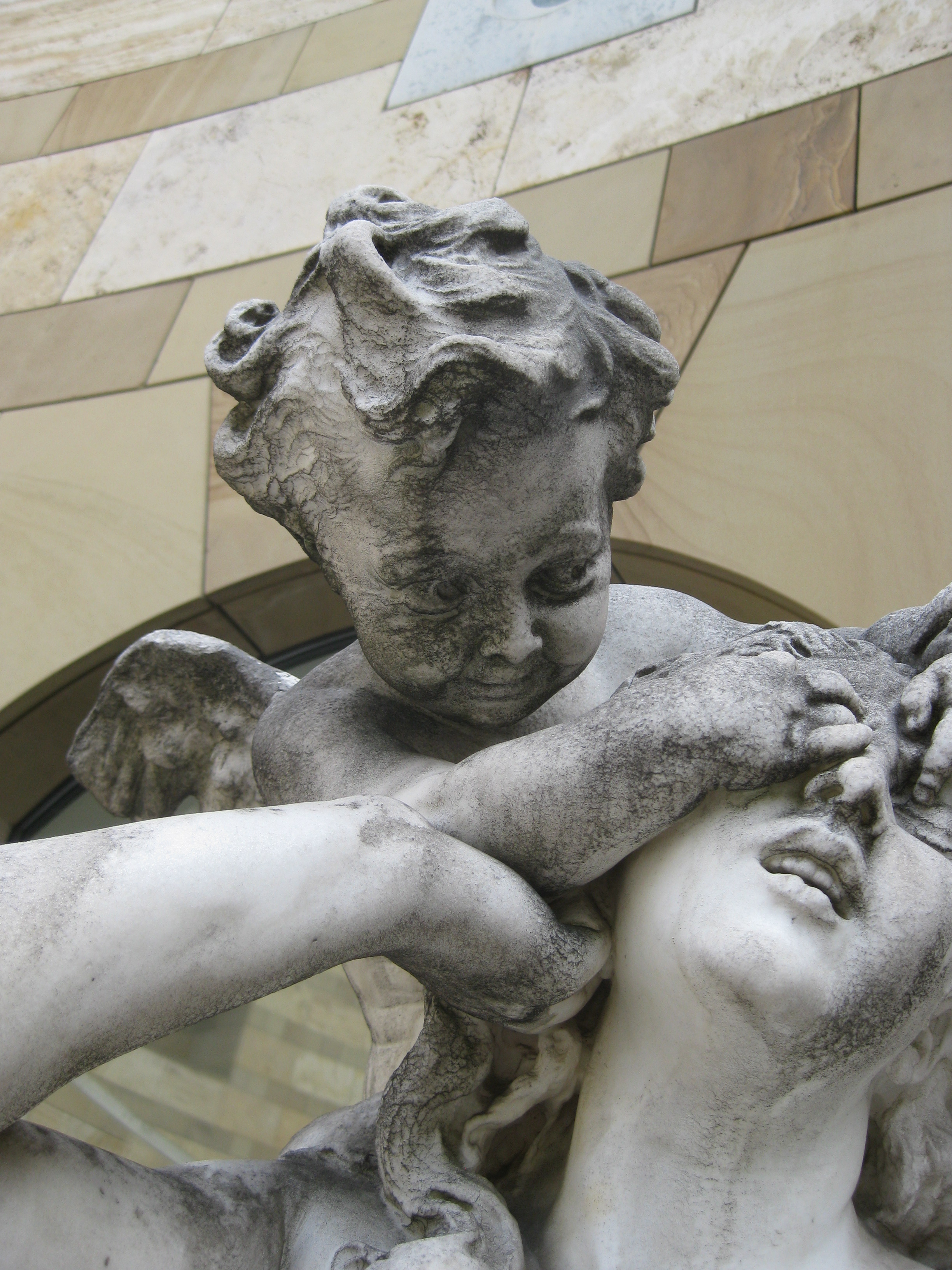
Marmorskulptur „Liebe macht blind“ von Donato Barcaglia (Ausschnitt: Amor hält einer Verliebten die Augen zu), 1884

Diese Formulierung wird gebraucht, um auszudrücken, dass jemand in seiner Verliebtheit die Schwächen des geliebten Wesens nicht wahrnimmt.
Die Wendung geht auf Platons Dialog Die Gesetze (Nomoi) zurück, wo es heißt:
„Der Liebende wird blind gegenüber dem Gegenstand seiner Liebe.“
Diese Bemerkung bezieht sich allerdings auf die übermäßige Selbstliebe.
Der Entertainer Jürgen von der Lippe formt das Zitat in einem Lied so um:
„Liebe macht blind, Liebe macht lahm,
Liebe macht taub, Liebe macht stumm,
und manchmal macht Liebe auch dudududu dududu dumm.“

## Lieber der Erste hier als der Zweite in Rom.

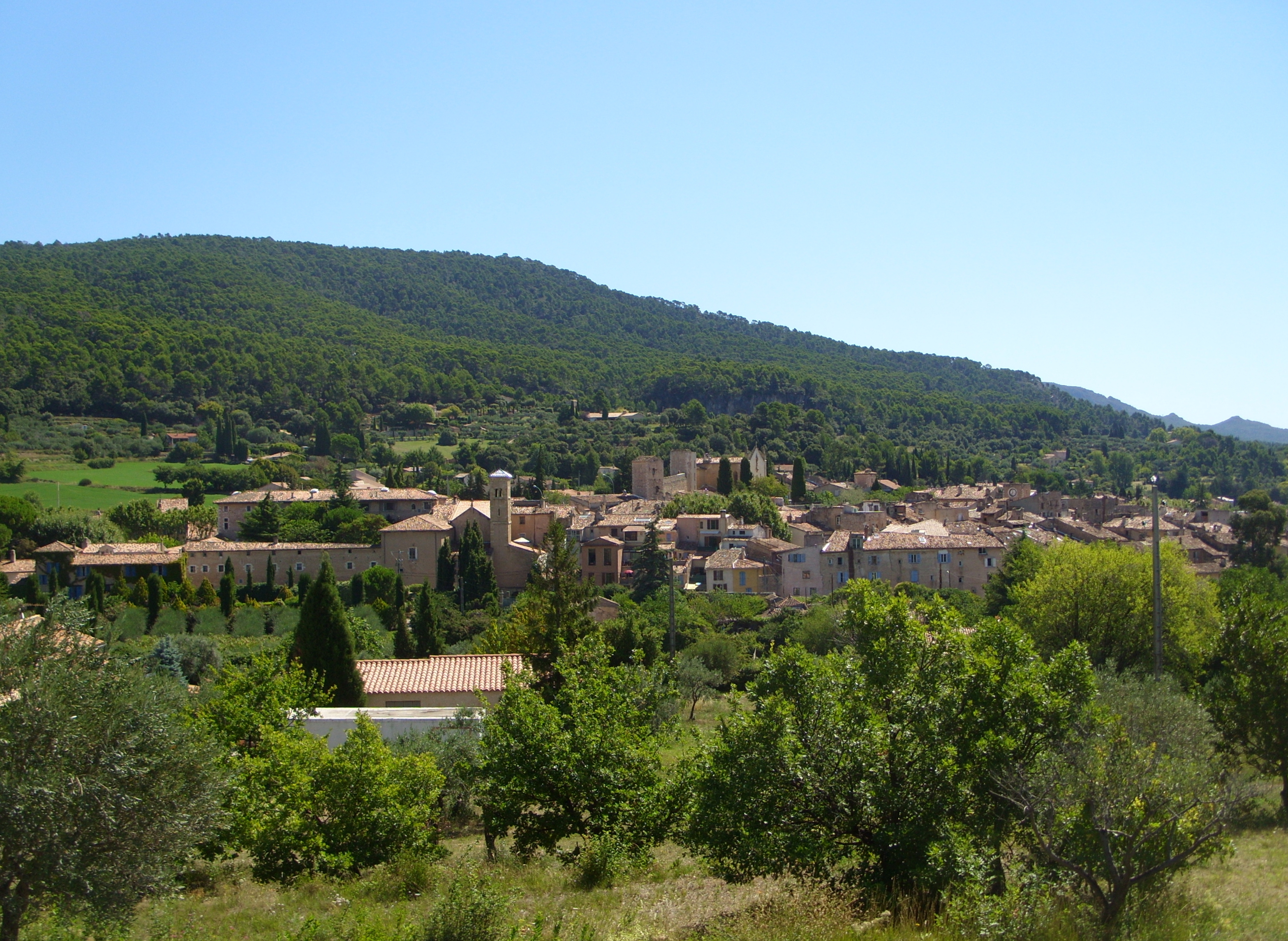
Aups heute

Der griechische Schriftsteller Plutarch berichtet in seiner Cäsar-Biographie, dass sich Gaius Iulius Caesar im Jahr 61 v. Chr. auf dem Weg nach Spanien befand, um dort seine Statthalterschaft anzutreten. Auf der Reise kam er an einem elenden Bergdorf vorbei. Als einer seiner Begleiter scherzhaft bemerkte, auch hier gebe es Machtkämpfe, seufzte Caesar auf Griechisch:
„Παρὰ τούτοις εἶναι μᾶλλον πρῶτος ἢ παρὰ Ῥωμαίοις δεύτερος.“
Para toutois einai mallon prōtos ē para Rhōmaiois deuteros.
„Lieber der Erste hier als der Zweite in Rom.“
Möglicherweise bezieht sich diese Anekdote auf Aups, eine französische Gemeinde im Département Var mit heute rund 1.900 Einwohnern.

## Lieber ein Ende mit Schrecken
Die Redensart „Lieber ein Ende mit Schrecken als ein Schrecken ohne Ende“ geht auf Psalm 73, 19 zurück, in dem es von den „Gottlosen“ heißt:
„Wie werden sie so plötzlich zunichte! Sie gehen unter und nehmen ein Ende mit Schrecken.“
Der preußische Offizier Ferdinand von Schill versuchte 1809 mit seinem Husarenregiment eine allgemeine Erhebung gegen Napoleon Bonaparte auszulösen und rief einer Schar, die ihm gefolgt war, diese Worte zu.
Heute verwendet man diese Worte, um einen schlimmen Ausgang einer Sache zu beschreiben. Damit gibt man heute seiner Entschlossenheit Ausdruck, ein schnelles Ende in einer Sache herbeizuführen, auch wenn man dabei größere Nachteile in Kauf nehmen muss.

## Lieber fünf Prozent Inflation als fünf Prozent Arbeitslosigkeit
Diese Feststellung ist eine verkürzte Aussage des damaligen deutschen Bundesfinanzministers Helmut Schmidt aus dem Jahr 1972, die in der Süddeutschen Zeitung folgendermaßen zitiert wurde:
„Mir scheint, daß das Deutsche Volk – zugespitzt – 5 % Preisanstieg eher vertragen kann, als 5 % Arbeitslosigkeit.“
Schmidt war dann völlig überrascht von dem riesigen Medienecho. Seine Aussage wurde auch ihm Wahlkampf 1974 von politischen Gegnern ausgeschlachtet.
Seit den 1950er Jahren war in einer Interpretation des britischen Ökonomen John Maynard Keynes die Idee verbreitet, dass eine höhere Inflation helfen könne, die Arbeitslosigkeit zu senken. Steigen die Löhne langsamer als die Inflationsrate, käme es zwar weiter zu Nominallohnzuwächsen, aber zu einem Reallohnrückgang, womit die Lohnrigidität aufgelöst würde (sog. Phillips-Kurve).

## Lieber spät, als nie
Diese Redewendung stammt aus den Schriften des römischen Historikers Titus Livius, bei dem sie folgendermaßen lautet:
„Potius sero, quam nunquam“
Oft wird diese Wendung auch französisch zitiert:
„Mieux vaut tard, que jamais.“
Verwendung
- „Lieber spät als gar nicht.“
- „Testbericht zu Deutsche Bahn AG. … lieber spät als nie …“
- „Lieber spät als früh?“

## Lieber tot als rot
Lieber tot als rot (englisch: Better dead than red) war ein antikommunistisches Schlagwort in Deutschland während des Zweiten Weltkrieges sowie in den USA und anderen Ländern während des Kalten Krieges.
Der Slogan geht nach Georg Büchmanns Zitatensammlung Geflügelte Worte zurück auf ein Wort im apokryphen Buch Jesus Sirach (Sir 10,10 EU), wo es heißt:
„Heute König, morgen tot.“
In der Nachkriegszeit wurde die Parole im Zuge der Wiederaufrüstungsdebatten in den Slogan „Lieber rot als tot“ umgewandelt.

## Lieber würde ich noch einmal den afrikanischen Kontinent durchqueren als ein weiteres Buch zu schreiben.
Diese Worte schrieb der schottische Missionar David Livingstone im Vorwort zu seinem Buch Missionary Travels (Missionsreisen) auf Englisch:
„I would rather cross the African continent again than undertake to write another book.“
Livingstone erforschte große Teile des inneren Afrikas und legte damit eine der Grundlagen des Wettlaufs um Afrika. Seine Expeditionen, fortgeführt von Henry Morton Stanley, führten bei den europäischen Nationen zu Begehrlichkeiten.

## Liederliches Kleeblatt

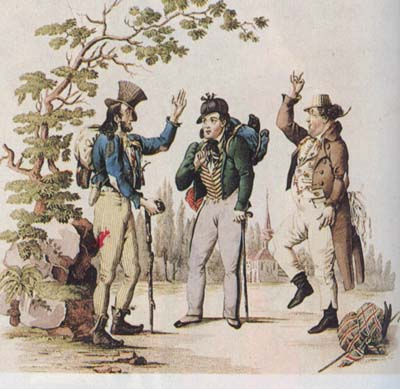
Das liederliche Kleeblatt

Dieser Ausdruck stammt aus dem Titel von Johann Nestroys Zauberposse Der böse Geist Lumpazivagabundus oder Das liederliche Kleeblatt. Das Kleeblatt sind die Handwerksgesellen Knieriem, Zwirn und Leim.
In der Umgangssprache bezeichnet man drei zusammengehörende Menschen als „liederliches Kleeblatt“, wenn man zum Beispiel ihren Lebenswandel oder ihre schlampige Arbeit missbilligt.
Das liederliche Kleeblatt setzt sich bei Fritz Reuter zusammen aus dem Schneider Zwirn, dem Schuster Pech und dem Tischler Leim.

## Linke Melancholie
Linke Melancholie ist der Titel eines Aufsatzes des Literaturkritikers Walter Benjamin aus dem Jahr 1931, in dem er sich mit Erich Kästners 1930 erschienenen Gedichtband Ein Mann gibt Auskunft auseinandersetzt. Das Titelgedicht endet mit folgenden Versen:
„Es ist bequem mit Worten zu erklären.
Ich tu es nur, weil du es so verlangst.
Das Jahr war schön und wird nicht wiederkehren.
Und wer kommt nun? Leb wohl! Ich habe Angst.“
Benjamin kritisiert das Verhalten Kästners und andere Schriftsteller wie Kurt Tucholsky, die mit ihren Werken eine Konsumgesellschaft unterhalten, die sie politisch und moralisch verurteilen und dabei sogar relativ gut verdienten. Benjamin unterstrich seine Verletzungsabsicht in einem Brief, mit dem er das Manuskript zur Veröffentlichung in der Frankfurter Zeitung geschickt hatte:
„Ich hoffe, die Rebhühner im Welt- und Bühnensumpf werden erschreckt in die Höhe fahren“
Hintergrund für Benjamins Kritik war Kästners Roman Fabian, in dem Benjamin als Labude porträtiert wurde, der der Illusion anhängt, man könne die Menschheit ethisch vorantreiben.

## Links müsst ihr steuern!
Dieser Ausruf stammt aus der früher oft gelernten Ballade Der Lotse des Schriftstellers Ludwig Giesebrecht, in der der Held sein Leben opfert, um das Leben anderer zu retten:
„Jetzt schießt es aus dem Klippenrande!
‚Links müßt ihr steuern!‘ hallt ein Schrei.
Kieloben treibt das Boot zu Lande,
und sicher fährt die Brigg vorbei.“
Der Ausruf, durch den „ein ganzes Schiff voll jungen Lebens“ gerettet wird, wurde später oft ins Politische gewendet:
„Wir aber als Hamburger glauben nicht, daß ein Schiff durch den Ruf ‚Links müßt ihr steuern!’ gerettet werden kann, und wundern uns, daß Herr Professor Giesebrecht aus Stettin das nicht auch gewußt hat.“

## Links, wo das Herz ist
Links, wo das Herz ist ist der Titel der Autobiographie des sozialkritischen Schriftstellers Leonhard Frank aus dem Jahr 1952. Er bringt darin seinen Glauben an die neue Generation und ein Bekenntnis zum Sozialismus zum Ausdruck. Frank entzog sich während des Zweiten Weltkriegs in Frankreich der Auslieferung an die Nazis kurz vor Eintreffen der deutschen Truppen und floh zu Fuß, mit dem Fahrrad und per Zug zusammen mit weiteren Leidensgenossen durch die deutschen Linien nach Marseille.
Verwendung
- „Links, wo der Schmerz sitzt“
- „Links, wo das Herz schlägt!“

Das Herz schlägt links ist ein 1999 erschienenes Buch von Oskar Lafontaine, in dem er seinen Rücktritt vom Ministerposten begründete.

## Lob der Torheit

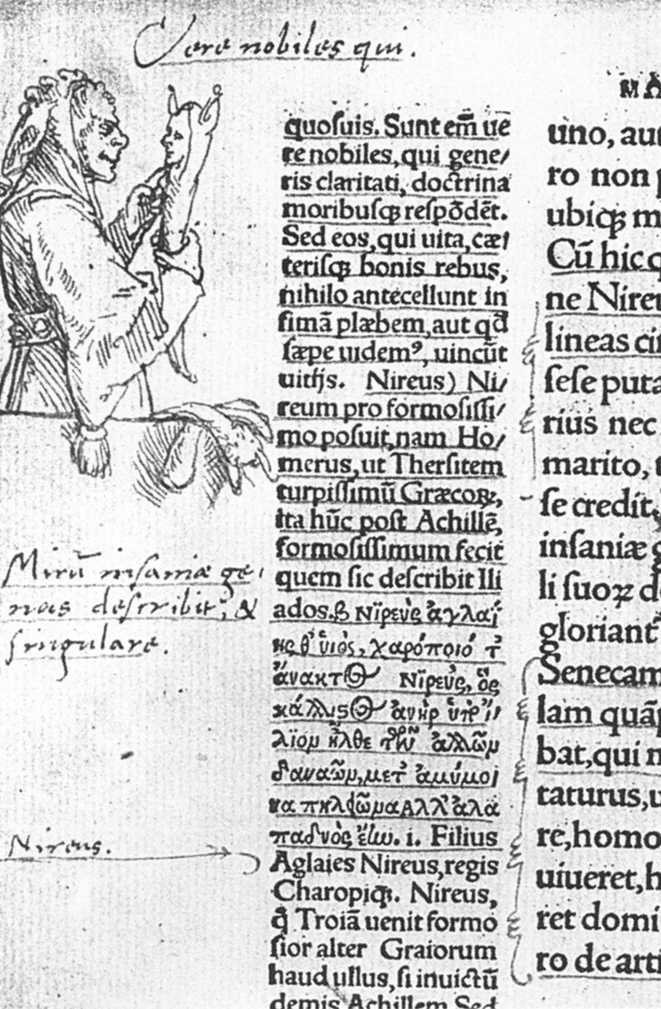
Hans Holbeins Zeichnung der Torheit als Marginalie zum Buch

Lob der Torheit (lateinisch: Encomium Moriae) ist eine satirische Schrift des Humanisten Erasmus von Rotterdam.
Einleitend heißt es:
„Die Torheit spricht:
Was auch immer der große Haufen von mir sagt — ich weiß sehr gut, in welch schlechtem Ruf die Torheit sogar bei den ärgsten Dummköpfen steht —, ich behaupte dennoch, aus eigener Macht Götter und Menschen erheitern zu können.“
Erasmus lässt die Stultitia, die Torheit selbst auftreten. In ironischer Überzeichnung lobt er in einer Rede die Weltherrscherin Torheit, die sich mit ihren Töchtern Eigenliebe, Schmeichelei, Vergesslichkeit, Faulheit und Lust die Welt untertan gemacht hat:
„Es tut halt so sauwohl, keinen Verstand zu haben, dass die Sterblichen um Erlösung von allen möglichen Nöten lieber bitten, als um Befreiung von der Torheit.“
Das Lob der Torheit wurde das meistgelesene Werk des Erasmus und schon zu seinen Lebzeiten in viele europäische Sprachen übersetzt.
Der Begriff lebt bis heute fort, auch wenn das Wort Torheit nicht mehr besonders gebräuchlich ist:
- „Ein Lob der Torheit? – Ursula Schneiders ‚Das Management der Ignoranz‘“
- „Das Lob der Torheit der Richter“
- „Das wäre fehl am Platze, vergleichbar mit einem absichtlich falsch verstandenen Lob der Torheit.“

## Locker vom Hocker
Locker vom Hocker ist der saloppe Ausdruck, dass jemand ganz ungezwungen mit etwas umzugehen versteht.
Verbreitung fand diese Wendung als Titel einer Reihe von Episodensendungen Ende der 1970er- und Anfang der 1980er-Jahre. Sie geht möglicherweise auf die Form „locker vom Bock“ zurück, eine Anspielung auf die Leichtigkeit eines Kutschers, der von seinem Kutschbock herunterspringt.
Es gibt auch Abwandlungen wie:
- „Lieber locker vom Hocker als hektisch übern Ecktisch.“

Über den Rocksänger Udo Lindenberg heißt es in einer Überschrift:
„Der ewige Rocker, stets locker vom Hocker.“

## Logik des Herzens

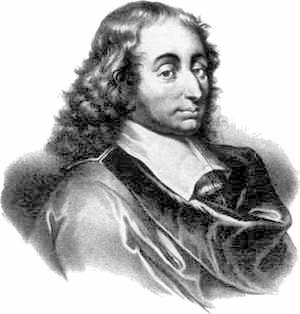
Blaise Pascal

Der Ausdruck Logik des Herzens stammt von dem französischen Philosophen Blaise Pascal. In den nach seinem Tod gefundenen Aufzeichnungen kam er zu der Erkenntnis, dass die Vernunft dem Menschen bewiesen habe, dass der Glaube an Gott notwendig sei. Das durch den Glauben erlangte Wissen von der Existenz Gottes müsse aber durch die aus dem Gefühl kommende Liebe zu Gott gestützt werden, denn „das Herz hat seine Gründe, die die Vernunft nicht kennt“.
Lambert Schneider schrieb im Jahr 1946 über Pascal:
„Zwar wird oft darauf hingewiesen, dass bei Pascal ‚die Logik des Herzens‘ das Hauptthema ist, doch da wird allzu leicht vergessen, dass sich bei ihm auch der ‚Weg des Hasses‘ findet. Dieser Weg zeigt sich nicht nur bei Pascal gegen das eigene Ich, indem er sich kasteite, sondern auch gegen Descartes, gegen Nicht-Christliche Religionen, gegen ‚Gelüste‘ usw.“
Wenn man sich in einer bestimmten Situation vom Gefühl leiten lässt, dann sagt man mit leichter Selbstironie, dass man der Logik seines Herzens folgt.

## Lohn der Angst
Lohn der Angst (französisch: „Le salaire de la peur“) ist ein französischer Film aus den Jahren 1951/52. In diesem Film geht es darum, dass vier Männer für viel Geld den Transport von Nitroglyzerin übernehmen und dabei ihr Leben einsetzen.
Mit „Lohn der Angst“ wird in der Soldatensprache scherzhaft auch der Wehrsold oder eine Gefahrenzulage bezeichnet, aber auch in anderen Bereichen wird der Ausdruck verwendet:
- „Zur Finanzkrise: Lohn der Angst.“
- „Lohn der Angst: Flexibilisierung und Kriminalisierung in der neuen Arbeitsgesellschaft“

Lohn der Angst ist auch ein Lied von Juliane Werding, in dem es heißt:
„Lohn der Angst
Ein paar Stunden alles geben
Lohn der Angst
Bis zum Morgen überleben“

## Lupenreiner Demokrat
Der deutsche Bundeskanzler Gerhard Schröder hatte dem russischen Präsidenten Wladimir Putin 2004 in der ARD-Talkshow Beckmann bescheinigt, ein lupenreiner Demokrat zu sein. Er wurde dafür von Medien, Politik und Menschenrechtlern scharf kritisiert. Putin werden Menschenrechtsverletzungen und Beschädigungen der russischen Demokratie vorgeworfen. Seither wird in Deutschland sehr häufig und meistens ironisch von „lupenreinen Demokraten“ gesprochen, wenn von Wladimir Putin, gelegentlich auch von seinen politischen Freunden im russischen Machtapparat, die Rede ist.

## Lustige Witwe

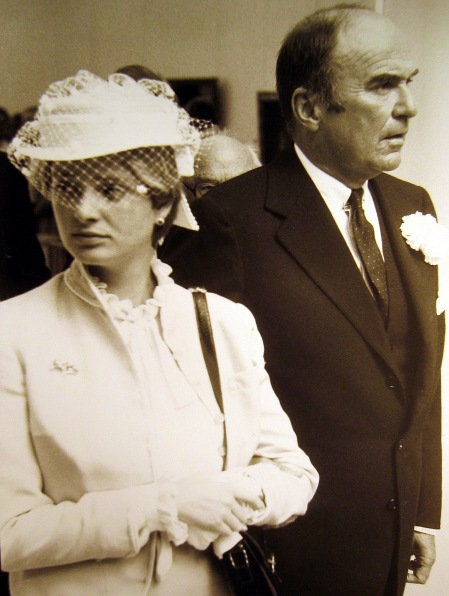
Gloria von Thurn und Taxis, bevor sie Lustige Witwe wurde

Die 1905 uraufgeführte Operette Die lustige Witwe machte den Komponisten Franz Lehár berühmt. Die Geschichte um eine junge, reiche Witwe und einen lebenslustigen Grafen wird auch heute noch gespielt. Es wird darin von einem Grafen erzählt, der aus familiären Gründen ein Mädchen vom Land nicht heiraten darf. Doch bald darauf heiratet diese einen reichen Bankier, der noch in der Hochzeitsnacht stirbt. Auf einem Ball treffen beide wieder aufeinander. Jetzt ist sie eine reiche Witwe, und eine gute Partie. Sie singt dann:
„Ach, tun Sie nur nicht so!
Gar oft hab’ ich’s gehört,
Wir Witwen, ach, wir sind begehrt!
Erst wenn wir armen Witwen reich sind,
Ja, dann haben wir doppelten Wert!“
Der Titel hat sich verselbständigt und wurde zu einer scherzhaften Bezeichnung für eine Frau, der man nachsagt, dass sie die Unabhängigkeit nach dem Tod ihres Mannes zu nutzen weiß. So schreibt Marietta Piepenbrock in der Frankfurter Allgemeinen Zeitung über Gloria von Thurn und Taxis:
„In nur einer Dekade gelingt es der lustigen Witwe, das TNT-Imperium in eine der einfallsreichsten Dynastien Europas zu verwandeln.“

## Luxus der eigenen Meinung
Dieser Ausdruck wird dem deutschen Reichskanzler Otto von Bismarck zugeschrieben, der in verschiedenen Reden ähnliche Formulierungen gebrauchte. Martin Burger schreibt dazu:
„Luxus wohl deshalb, weil es schwer ist, zu seiner eigenen Meinung zu stehen. Je mehr Meinungen vertreten sind, desto größer ist die Gefahr dass wir durcheinander kommen.“
Der Sozialphilosoph Oskar Negt wird in einem Interview zum Luxus der eigenen Meinung befragt:
„Herr Negt, manche sehen es als Luxus an, eine eigene Meinung zu haben. Diesen Luxus leistet sich der Soziologe Oskar Negt schon zeit seines Lebens.“
Negt entgegnet darauf:
„Das ist kein Luxus, sondern überlebensnotwendig. Und das Schöne ist: Jeder kann sich eine eigene Meinung leisten.“
Vom polnischen Satiriker Wieslaw Brudziński stammt der folgende Satz:
„Steigerung des Luxus: eigenes Auto, eigene Villa, eigene Meinung.“
Im Alltag wird das Zitat folgendermaßen gebraucht:
- „Den Luxus der eigenen Meinung leisten sich immer mehr.“
- „Ich werde mir jedenfalls weiterhin den Luxus der eigenen Meinung leisten.“
- „Ich kann mir als parteiloser Bürgermeister den Luxus der eigenen Meinung öffentlich leisten.“